# کامرون گرایمس
کامرون گرایمس (انگلیسی: Cameron Grimes؛ زادهٔ ۳۰ سپتامبر ۱۹۹۳) کشتی‌گیر کشتی حرفه‌ای اهل ایالات متحده آمریکا است.